# Chromeo
Chromeo é um duo musical de Montreal e Nova Iorque, constituído por "P-Thugg" (nome artístico de Patrick Gemayel), nas teclas, sintetizador, e talk box, e por "Dave 1" (nome artístico de David Macklovitch), guitarrista e vocalista. Ambos amigos de infância, descrevem-se como a melhor colaboração entre um judeu e um árabe de sempre. O seu género musical é o electro funk, reminiscente da música dos anos 80.

## História
"She's in Control", o seu álbum de estreia no ano 2004, incluiu êxitos internacionais nas pistas de dança, como "Needy Girl", "Mercury Tears", "Rage!", e "Destination: Overdrive". Em 2007, os Chromeo fizeram a primeira parte da tournée da banda indie-rock Bloc Party na Grã-Bretanha e lançaram o álbum "Fancy Footwork".
Também em 2007, foram nomeados "Artist of the Week" pela MTV para a primeira semana de Outubro e o single "Fancy Footwork" venceu o prémio "Best Sweatin' to the Indies Song" da rádio CBC 3.

## Discografia

### Álbuns
- She's in Control (2004)
- Fancy Footwork (2007)
- Business Casual (2010)
- White Women (2014)
- Head Over Heels (2018)

### Singles
- "You're So Gangsta" (2002)
- "Destination Overdrive" (2003)
- "Me & My Man" (2004)
- "Needy Girl" (2004)
- "Tenderoni" (2007)
- "Fancy Footwork" (2007)
- "Momma's Boy" (2008)
- "Don't Turn the Lights On" (2010)
- "Night By Night" (2010)
- "Hot Mess" (2011)
- "When the Night Falls" (2011)
- "Over Your Shoulder" (2014)
- "Come Alive" (2014)
- "Jealous (I ain't with it)" (2014)
- "Juice" (2017)
- "Bedroom Calling" (2018)
- "Must've Been" (2018)

### Remixes
- "Leslie Feist - Sea Lion"
- "Lenny Kravitz - Breathe"
- "Cut Copy - Future"
- "Treasure Fingers - Cross The Dancefloor"
- "Death From Above 1979 - Blood On Our Hands"
- "Vampire Weekend - The Kids Don't Stand A Chance"
- "Lorde - Green Light"
- "Maroon 5 - Wait"

### Compilações
- "Un Joli Mix Pour Toi" (2005)
- "Ce Soir, On Danse" (2006)

### Participações especiais
- "I am Somebody" no álbum "Lucky Boy" de DJ Mehdi
- "I Could Be Wrong (featuring Vampire Weekend)" (2010)
- "DJ Cassidy - Future Is Mine" (2016)
- "Oliver - Go With It" no álbum "Full Circle" (2017)